# Mərdan Musayev
Mərdan Məmməd oğlu Musayev (ur. 19 grudnia 1906?/1 stycznia 1907 we wsi Əlimərdanlı w rejonie Tovuz, zm. 25 marca 1982 w rejonie Tovuz) – radziecki wojskowy, starszy sierżant, Bohater Związku Radzieckiego (1944).

## Życiorys
Urodził się w azerskiej rodzinie chłopskiej. W 1936 skończył technikum rolnicze, pracował jako brygadzista w Stacji Maszynowo-Traktorowej, w 1941 został powołany do Armii Czerwonej. Uczestniczył w wojnie z Niemcami – obronie Północnego Kaukazu i walkach o Wołdze, był ranny, po wyleczeniu wrócił na front, walczył na Ukrainie. Szczególnie wyróżnił się podczas walk o Berysław jako dowódca oddziału batalionu 5 Gwardyjskiej Brygady Zmechanizowanej 2 Gwardyjskiego Korpusu Zmechanizowanego 38 Armii 3 Frontu Ukraińskiego w stopniu starszego sierżanta w nocy na 10 marca 1944, forsując Dniepr, gdy zniszczył stacjonarny karabin maszynowy i zabił 8 obsługująch go żołnierzy, co umożliwiło zabezpieczenie forsowania rzeki. 13 marca 1944 uczestniczył w forsowaniu rzeki Ingulec i w walkach o sowchoz „Szewczenko”, gdzie został ranny; w tej walce osobiście zabił wielu żołnierzy wroga. Po wojnie został zdemobilizowany, pracował w handlu.

## Odznaczenia
- Złota Gwiazda Bohatera Związku Radzieckiego (3 czerwca 1944)
- Order Lenina
- Order Sławy III klasy

I medale.